# Encontro Nacional de Estudantes de Arquitetura

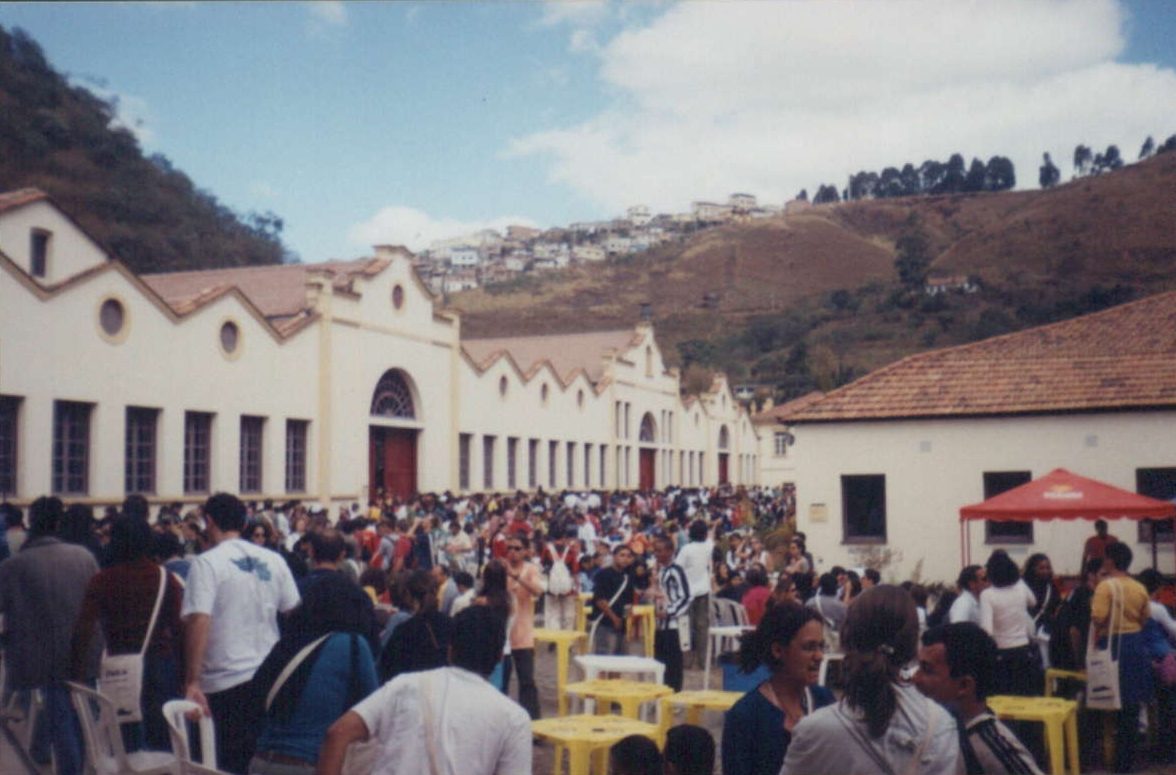
ENEA na cidade histórica de Ouro Preto, Brasil, em 2003.

ENEA (sigla para Encontro Nacional de Estudantes de Arquitetura) é um evento estudantil realizado no Brasil e em Portugal. Enquanto os encontros brasileiros já possuem uma longa história, tendo sua primeira edição em 1972, em Portugal os ENEAs começaram recentemente, em 2014.

## ENEA no Brasil

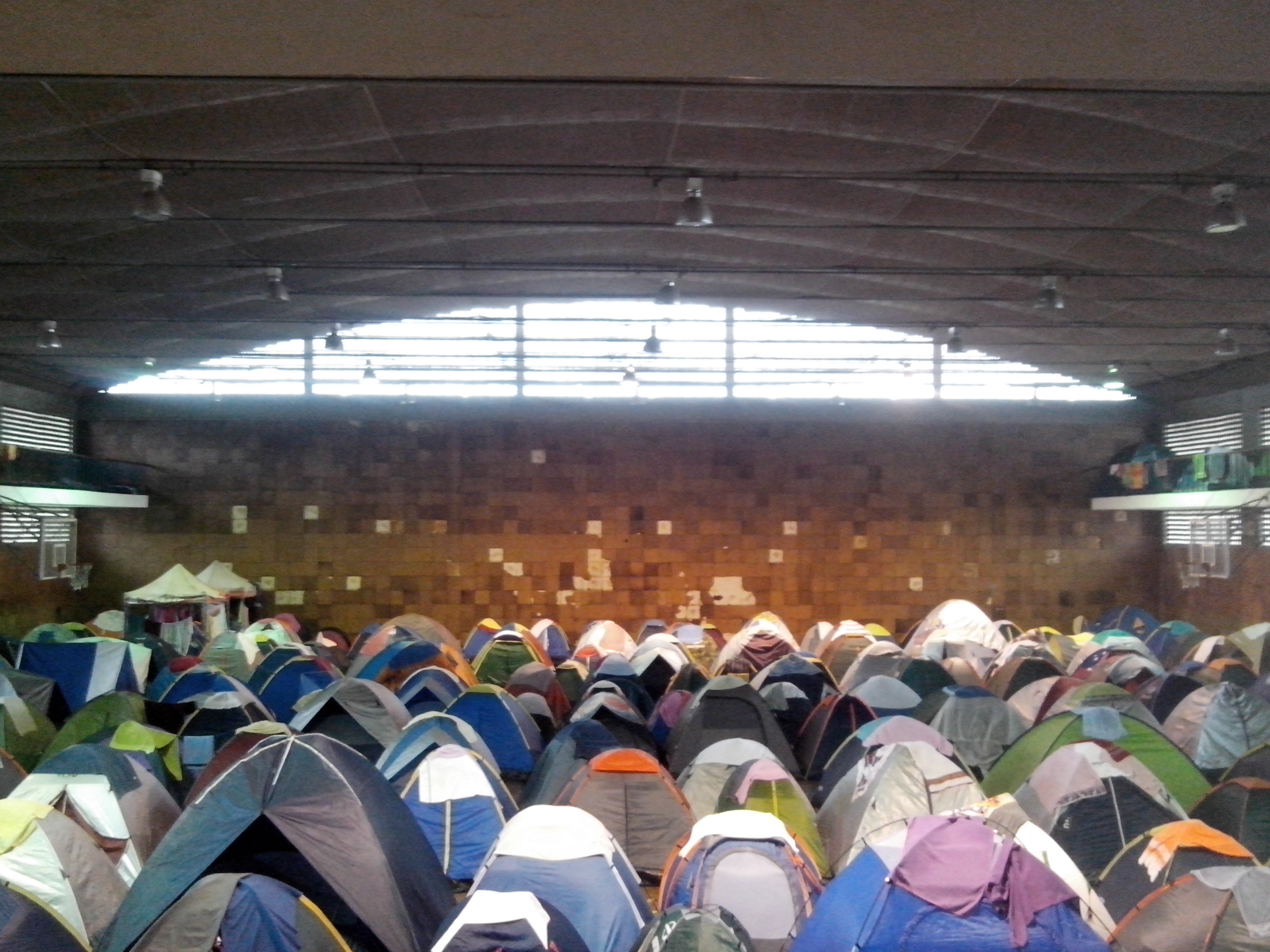
Cidade FeNEA na EEFD, no Rio de Janeiro, em 2015.

Os ENEAs são os maiores e mais conhecidos projetos organizados pela FeNEA, a Federação Nacional de Estudantes de Arquitetura e Urbanismo, tendo sido essenciais para a própria criação da entidade. Sua meta é promover a troca de experiências e o debate entre os estudantes de arquitetura e urbanismo do Brasil. As programações contam com atividades que possibilitam efetivamente essa experiência coletiva, como oficinas, visitas guiadas pela cidade, workshops, palestras, plenárias, grupos de discussão. Os Encontros são co-organizados pelas Comissões Organizadoras locais, conhecidas como ComOrgs, geralmente constituídas por estudantes das cidades-sede. Sua estrutura remete a um camping, com os participantes se alojando em barracas durante a semana do evento. Em geral esses campings são feitos em universidades da cidade-sede, mas outros locais - como por exemplo, a Sapucaí no Rio e o Ginásio Mineirinho em Belo Horizonte - já sediaram encontros. Lá acontecem boa parte das atividades, palestras, limpeza, comunicação e alimentação, sendo chamado de "Cidade FeNEA" ou "Cidade ENEA".
Os primeiros ENEAs aconteceram na clandestinidade, durante o Regime Militar. O I ENEA aconteceu em São Paulo, em 1972, e a partir do IV ENEA, em 1979, eles passaram a ser anuais - apesar da próxima edição, que seria a de 2018, por um ajuste de calendário, ficar para o início do ano seguinte. A FeNEA como existe hoje só surgiu em 1988, sendo os ENEAs peças fundamentais do processo.

### Edições do ENEA no Brasil
| Edição       | Ano       | Cidade            | Temática                                                                            | Participantes | Local                       |
| ------------ | --------- | ----------------- | ----------------------------------------------------------------------------------- | ------------- | --------------------------- |
| I ENEA       | 1972      | SP São Paulo      |                                                                                     |               |                             |
| II ENEA      |           |                   |                                                                                     |               |                             |
| III ENEA     |           |                   |                                                                                     |               |                             |
| IV ENEA      | 1979      | BA Salvador       |                                                                                     |               |                             |
| V ENEA       | 1980      | RJ Rio de Janeiro |                                                                                     |               |                             |
| VI ENEA      | 1981      | SP Campinas       |                                                                                     |               |                             |
| VII ENEA     | 1983      | DF Brasília       |                                                                                     |               |                             |
| VIII ENEA    | 1984      | PR Curitiba       |                                                                                     |               |                             |
| IX ENEA      | 1985      | PE Olinda         |                                                                                     |               |                             |
| X ENEA       | 1986      | RJ Rio de Janeiro | Uma nova maneira de transcender                                                     |               |                             |
| XI ENEA      | 1987      | SP Campinas       | Arquitetura universidade sociedade                                                  |               | PUCCAMP                     |
| XII ENEA     | 1988      | PA Belém          | Problemas urbanos e o meio ambiente                                                 |               |                             |
| XIII ENEA    | 1989      | MG Belo Horizonte | O papel do planejador urbano no futuro das cidades brasileiras                      |               | UFMG                        |
| XIV ENEA     | 1990      | SP São Paulo      | Habitação Popular                                                                   | 1532          | USP                         |
| XV ENEA      | 1991      | RN Natal          | Patrimônio Histórico: um futuro para o nosso passado                                | 1236          | UFRN                        |
| XVI ENEA     | 1992      | PR Londrina       | O campo de atuação profissional do arquiteto e estudante de arquitetura no contexto |               |                             |
| XVII ENEA    | 1993      | RJ Rio de Janeiro | Arquitetura e urbanismo: Educação e cidadania                                       | 1632          | UFRJ                        |
| XVIII ENEA   | 1994      | DF Brasília       | Arquitetura brasileira e cultura nacional: em busca de uma identidade               | 1873          | UNB                         |
| XIX ENEA     | 1995      | SP Santos         | Arquitetura: do lado de fora...                                                     | 954           | ETEC Dona Escolástica Rosa  |
| XX ENEA      | 1996      | CE Fortaleza      | Utopia como realidade possível                                                      | 1023,3        | UFC                         |
| XXI ENEA     | 1997      | RS Porto Alegre   | Arquitetura do século XXI: Em busca de uma consciência holística                    |               | UFRGS, UniRitter e Unisinos |
| XXII ENEA    | 1998      | RJ Rio de Janeiro | A construção da cidade contemporânea                                                |               | Sapucaí                     |
| XXIII ENEA   | 1999      | GO Goiânia        | Regionalismo Brasileiro: uma semente para nossa modernidade                         |               |                             |
| XXIV ENEA    | 2000      | SP Taubaté        |                                                                                     |               |                             |
| XXV ENEA     | 2001      | PB João Pessoa    |                                                                                     |               |                             |
| XXVI ENEA    | 2002      | PR Curitiba       |                                                                                     |               |                             |
| XXVII ENEA   | 2003      | MG Ouro Preto     |                                                                                     |               |                             |
| XXVIII ENEA  | 2004      | DF Brasília       |                                                                                     |               |                             |
| XXIX ENEA    | 2005      | SP São Paulo      |                                                                                     |               |                             |
| XXX ENEA     | 2006      | PE Recife-Olinda  | Ser cidade                                                                          |               |                             |
| XXXI ENEA    | 2007      | SC Florianópolis  | Perca-se Permita-se                                                                 |               | UFSC                        |
| XXXII ENEA   | 2008      | PA Belém          | Raízes na Amazônia                                                                  |               |                             |
| XXXIII ENEA  | 2009      | MG Belo Horizonte | Utopia e realidade                                                                  |               | Mineirinho                  |
| XXXIV ENEA   | 2010      | MG Uberlândia     | Homem x Espaço: escalas da realidade contemporânea                                  |               |                             |
| XXXV ENEA    | 2011      | SP Bauru          | Interior sem estereótipos                                                           |               |                             |
| XXXVI ENEA   | 2012      | BA Salvador       | Da primeira a multiplicidade                                                        |               | AABB                        |
| XXXVII ENEA  | 2013      | PR Maringá        | Do indivíduo ao coletivo                                                            |               |                             |
| XXXVIII ENEA | 2014      | AM Manaus         | Os sentidos da cidade                                                               |               |                             |
| XXXIX ENEA   | 2015      | RJ Rio de Janeiro | A cidade esconde o processo                                                         |               | UFRJ                        |
| XL ENEA      | 2016      | SP São Paulo      | Da cidade que vivemos a cidade que sonhamos. Que espaço construímos?                |               |                             |
| XLI ENEA     | 2017      | GO Goiânia        | Da utopia planejada à cidade mercadoria                                             |               |                             |
| XLII ENEA    | 2018-2019 | CE Fortaleza      | As fortalezas de cada cidade                                                        |               | UFC                         |
| XLIII ENEA   | 2019-2020 | SC Laguna         | Transurbância                                                                       |               |                             |
| XLIV ENEA    | 2020-2021 | PA Alter do Chão  |                                                                                     |               |                             |
| XLV ENEA     | 2023      | ES Aracruz        | Povos indígenas, Ancestralidade, Identidade e Pertencimento                         |               |                             |
| XLVI ENEA    | 2024      | MA São Luís       | Ancestralidade e Território                                                         |               |                             |

## ENEA em Portugal
Em Portugal os ENEAs são eventos recentes. Em 2014, a primeira edição foi organizada, na Cidade do Porto, pelos estudantes da FAUP, e desde então tem acontecido anualmente. Os ENEAs portugueses possuem atividades mais fechadas, similares a congressos.

### Edições do ENEA em Portugal
| Edição   | Ano  | Cidade    |
| -------- | ---- | --------- |
| I ENEA   | 2014 | Porto     |
| II ENEA  | 2015 | Lisboa    |
| III ENEA | 2016 | Coimbra   |
| IV ENEA  | 2017 | Guimarães |